# Église San Nicola a Pistaso

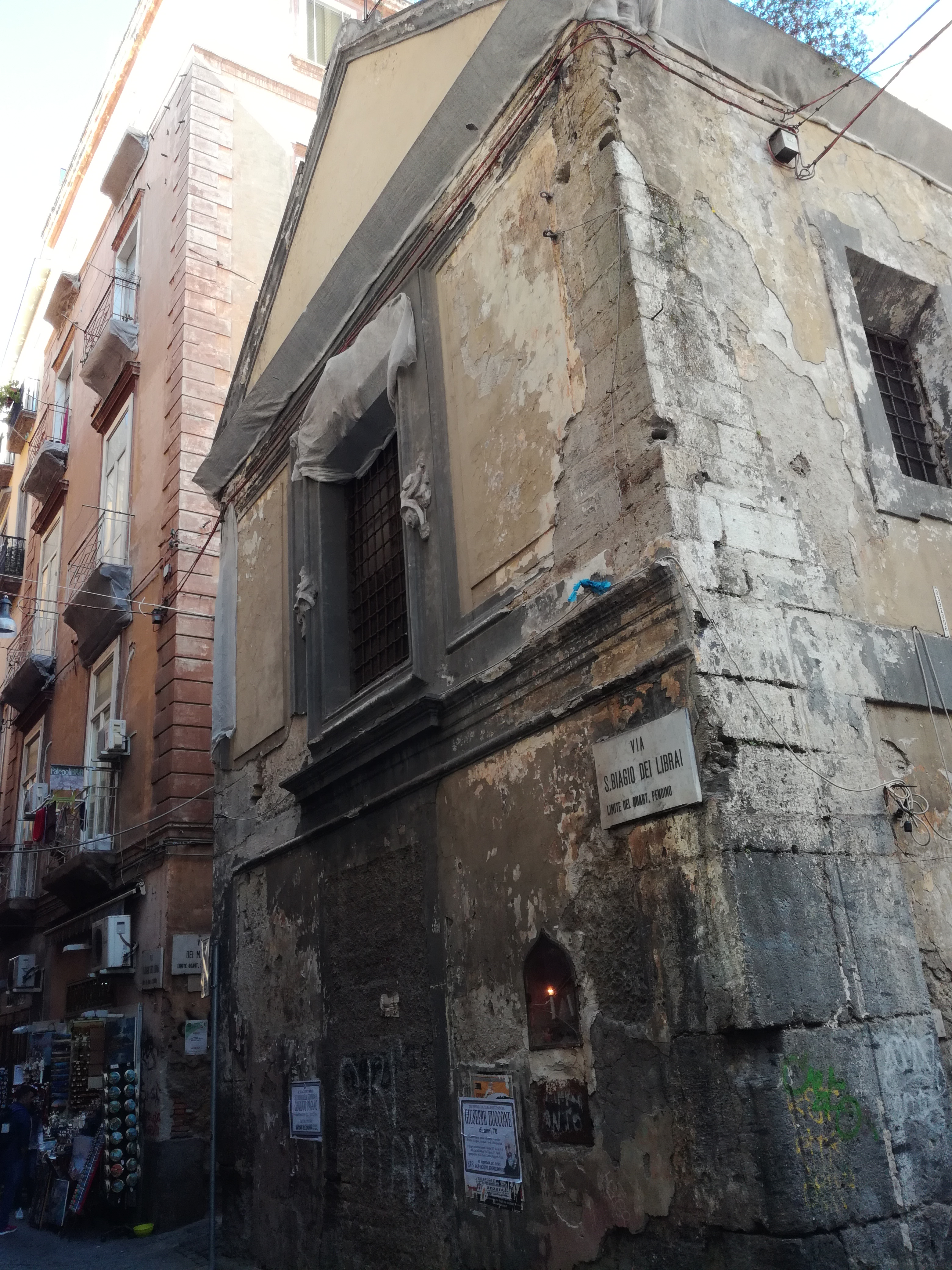
Façade de l'église.

L'église San Nicola a Pistaso est une église désaffectée du centre historique de Naples située via San Biagio dei Librai. Le toponyme Pistaso fait référence à un siège mineur des édiles issus de la noblesse de la ville, dans ce quartier. L'église est dédiée à saint Nicolas. 

## Histoire et description
Cette église est érigée au XVIIe siècle, après la construction du couvent du Divin-Amour et de son église conventuelle, juste en face, qui oblige à la démolition de la première église Saint-Nicolas. Elle est remaniée en 1775 par Niccolò Carletti. Aujourd'hui l'entrée de l'église est murée et elle est donc déconsacrée. Son état est alarmant.
La façade présente un portail simple et une fenêtre discrètement bordée de stuc avec un mascaron.
L'intérieur s'inscrit dans un plan rectangulaire. Le maître-autel de marbre polychrome est fermé par une balustrade. Il comportait un tableau du XVIe siècle représentant La Vierge avec saint Nicolas et saint Janvier, tandis que les côtés présentaient des toiles attribuées à Francesco Gaetano (de l'école de Massimo Stanzione), l'une figurant La Sainte Famille et l'autre L'Immaculée Conception avec saint Blaise et saint Grégoire le Théologien.

## Source de la traduction
- (it) Cet article est partiellement ou en totalité issu de l’article de Wikipédia en italien intitulé « Chiesa di San Nicola a Pistaso » (voir la liste des auteurs).